# Pro D2 2013-14
El Pro D2 2013-14 fue la decimocuarta edición de la segunda categoría profesional del rugby francés.

## Modo de disputa
El torneo se disputó en formato de todos contra todos en condición de local y de visitante en su fase regular, el equipo que se ubicó en la primera posición al finalizar el torneo se coronó campeón, del 2° al 5° puesto disputaron un play-off para decidir el segundo ascenso.
Los últimos dos equipos al finalizar el torneo descendieron directamente a la tercera división.

## Clasificación
| Pos. | Equipo          | Encuentros | Encuentros | Encuentros | Encuentros | Tantos | Tantos | Tantos | Puntos Bonus | Puntos |
| Pos. | Equipo          | PJ         | PG         | PE         | PP         | F      | C      | Dif    | Puntos Bonus | Puntos |
| ---- | --------------- | ---------- | ---------- | ---------- | ---------- | ------ | ------ | ------ | ------------ | ------ |
| 1.º  | Lyon            | 30         | 25         | 0          | 5          | 877    | 480    | 397    | 17           | 117    |
| 2.º  | Agen            | 30         | 21         | 0          | 9          | 774    | 534    | 240    | 14           | 98     |
| 3.º  | La Rochelle     | 30         | 21         | 1          | 8          | 723    | 476    | 247    | 12           | 98     |
| 4.º  | Pau             | 30         | 20         | 1          | 9          | 635    | 503    | 132    | 11           | 93     |
| 5.º  | Narbonne        | 30         | 18         | 1          | 11         | 801    | 603    | 198    | 14           | 88     |
| 6.º  | Tarbes          | 30         | 17         | 1          | 12         | 658    | 577    | 81     | 10           | 80     |
| 7.º  | Mont-de-Marsan  | 30         | 12         | 3          | 15         | 597    | 575    | 22     | 14           | 68     |
| 8.º  | Bourgoin        | 30         | 13         | 2          | 15         | 597    | 598    | -1     | 11           | 67     |
| 9.º  | Colomiers       | 30         | 13         | 2          | 15         | 568    | 532    | 36     | 10           | 66     |
| 10.º | Béziers         | 30         | 11         | 1          | 18         | 521    | 688    | -167   | 14           | 60     |
| 11.º | Aurillac        | 30         | 12         | 0          | 18         | 602    | 709    | -107   | 11           | 59     |
| 12.º | Albi            | 30         | 11         | 2          | 17         | 603    | 728    | -125   | 6            | 54     |
| 13.º | Dax             | 30         | 11         | 2          | 17         | 457    | 705    | -248   | 5            | 53     |
| 14.º | Carcassonne     | 30         | 10         | 0          | 20         | 580    | 795    | -215   | 10           | 50     |
| 15.º | Auch            | 30         | 8          | 3          | 19         | 485    | 759    | -274   | 6            | 44     |
| 16.º | Bourg-en-Bresse | 30         | 7          | 1          | 22         | 537    | 753    | -216   | 11           | 41     |

| Bandera de Francia |
| Campeón Lyon OU    |
| Segundo título     |

## Segundo ascenso

### Semifinal
| 18 de mayo de 2014 | Agen | 25 - 17 | Narbonne |  |  |

| 18 de mayo de 2014 | La Rochelle | 35 - 18 | Pau |  |  |

### Final
| 25 de mayo de 2014 | Agen | 22 - 31 | Stade Rochelais |  |  |